# Stigmatochromis modestus
Stigmatochromis modestus és una espècie de peix pertanyent a la família dels cíclids i a l'ordre dels perciformes.

## Descripció
Fa 25 cm de llargària màxima.

## Reproducció
Té lloc durant tot l'any i la fresa es realitza en hàbitats rocallosos on els mascles s'apleguen en petits grups (cadascun defensant un lloc de posta, ja sigui una cova o a sota d'una roca).

## Alimentació
És un depredador que es nodreix emboscant les seues preses (peixos) en racons foscos. El seu nivell tròfic és de 4,5.

## Hàbitat i distribució geogràfica
És un peix d'aigua dolça, demersal i de clima tropical (24 °C-26 °C; 9°S-15°S), el qual viu a Àfrica: és un endemisme dels hàbitats rocallosos del llac Malawi a Malawi, Moçambic i Tanzània.

## Observacions
És inofensiu per als humans, el seu índex de vulnerabilitat és baix (13 de 100) i és conegut com a Haplochromis modestus en el comerç internacional de peixos ornamentals.